# Raymond L. Bisplinghoff
Raymond Lewis Bisplinghoff (* 7. Februar 1917 in Hamilton, Ohio; † 5. März 1985 in Boston, Massachusetts) war ein US-amerikanischer Flugzeugingenieur.
Bisplinghoff war Sohn eines Müllers und studierte Physik und Flugzeugtechnik an der University of Cincinnati (A. E. in Aeronautik 1940, Master-Abschluss in Physik 1942). Er wollte in Physik promovieren, was aber durch den Zweiten Weltkrieg verhindert wurde, in dem er zwei Jahre als Ingenieur auf dem Wright Airfield diente und Vibrationen von Flugzeugen untersuchte wie das Flattern der Flugzeugflügel, und drei Jahre als Navy-Offizier beim US Navy Bureau of Aeronautics war. 1946 wurde er Assistant Professor für Flugzeugtechnik am Massachusetts Institute of Technology und 1953 Professor. 1951/52 nahm er an den Atombombentests auf dem Eniwetok-Atoll teil. 1957 wurde er an der ETH Zürich promoviert (Sc. D.).  Ab 1957 war er stellvertretender Direktor der Abteilung Aeronautik am MIT. Außerdem war er Manager bei der NASA. 1962/63 war er Direktor des Office of Advanced Research and Technology der NASA und Ende der 1960er Jahre als Leiter des NASA Research & Technology Council verantwortlich für die Auswertung der Apollo-Missionen. 1966 wurde er Leiter der Abteilung Aeronautik und Astronautik am MIT und 1968 Dekan der School of Engineering.
1970 wurde er stellvertretender Direktor der National Science Foundation und 1974 Kanzler der University of Missouri. Zuletzt war er Senior-Vizepräsident für Forschung bei den Tyco Laboratories in Exeter, New Hampshire.
1948 leistete er Pionierarbeit in der Statik und Dynamik der gepfeilten Flügel für den Überschallflug. Der für das Navy Bureau of Aeronautics 1948 fertiggestellte Bericht war als große blaue Bibel bei Flugzeugkonstrukteuren bekannt und floss in sein Buch Aeroelasticity von 1955 ein.
Er war Mitglied der American Academy of Arts and Sciences und der National Academy of Sciences. 1966 wurde er Präsident des American Institute of Aeronautics and Astronautics, deren Sylvanus Reed Award er 1958 erhalten hatte. 1967 erhielt er die Distinguished Service Medal der NASA und 1973 den Distinguished Service Award der National Science Foundation.
Von 1978 bis 1982 war er Präsident des International Council of the Aeronautical Sciences.

## Schriften
- Aeroelasticity, Addison-Wesley 1955
- mit H. Ashley: Principles of Aeroelasticity, Wiley 1961
- mit J. W. Mar: Statics of deformable solids, Addison-Wesley 1965
- History of Aeroelasticity, in H. Flomenhoft (Hrsg.), The revolution of structural mechanics, Palm Beach Gardens, Dynaflo Press 1997, S. 3–33